# Miraña
I miraña (o bora, dal nome di un sottogruppo) sono un gruppo etnico della Colombia, del Perù e del Brasile, con una popolazione stimata di circa 3300 persone. Questo gruppo etnico è per la maggior parte di fede animista e parla la lingua bora (D:Mirana-BOA01).
Vivono nei pressi dei fiumi Yaguasyacu, Putumayo, Ampiyacu, in Perù. Altri gruppi sono in Brasile (stato dell'Amazonas), tra i fiumi Tefé e Caiçara) e Colombia (il sottogruppo dei bora in Providencia sul fiume Igaraparana; il sottogruppo dei miraña sul fiume Caquetá, Amazzonia colombiana).